# Giải KCFCC cho nữ diễn viên chính xuất sắc nhất
Giải KCFCC cho nữ diễn viên chính xuất sắc nhất là một trong các giải của KCFCC dành cho nữ diễn viên đóng vai chính trong một phim, được bầu chọn là xuất sắc nhất. Giải này được lập từ năm 1966.

## Các người đoạt giải

### Thập niên 1960
| Năm  | Diễn viên        | Phim                            | Vai diễn                |
| ---- | ---------------- | ------------------------------- | ----------------------- |
| 1966 | Elizabeth Taylor | Who's Afraid of Virginia Woolf? | Martha                  |
| 1967 | Lynn Redgrave    | Georgy Girl                     | Georgy                  |
| 1967 | Vanessa Redgrave | Camelot                         | Guenevere               |
| 1968 | Joanne Woodward  | Rachel, Rachel                  | Rachel Cameron          |
| 1969 | Liza Minnelli    | The Sterile Cuckoo              | Mary Ann "Pookie" Adams |

### Thập niên 1970
| Năm  | Diễn viên         | Phim                           | Vai diễn          |
| ---- | ----------------- | ------------------------------ | ----------------- |
| 1970 | Jane Fonda        | They Shoot Horses, Don't They? | Gloria Beatty     |
| 1971 | Jane Fonda        | Klute                          | Bree Daniels      |
| 1972 | Katharine Hepburn | The Trojan Women               | Hecuba            |
| 1972 | Cicely Tyson      | Sounder                        | Rebecca Morgan    |
| 1973 | Joanne Woodward   | The Effect of Gamma Rays...    | Beatrice          |
| 1974 | Joanne Woodward   | Summer Wishes, Winter Dreams   | Rita Walden       |
| 1975 | Gena Rowlands     | A Woman Under the Influence    | Mabel Longhetti   |
| 1976 | Faye Dunaway      | Network                        | Diana Christensen |
| 1977 | Diane Keaton      | Annie Hall                     | Annie Hall        |
| 1978 | Geraldine Page    | Interiors                      | Eve               |
| 1979 | Sally Field       | Norma Rae                      | Norma Rae Webster |

### Thập niên 1980
| Năm  | Diễn viên       | Phim                  | Vai diễn                                |
| ---- | --------------- | --------------------- | --------------------------------------- |
| 1980 | Sissy Spacek    | Coal Miner's Daughter | Loretta Lynn                            |
| 1981 | Susan Sarandon  | Atlantic City         | Sally Matthews                          |
| 1982 | Julie Andrews   | Victor Victoria       | Victoria Grant/Victor Grezhinski        |
| 1982 | Meryl Streep    | Sophie's Choice       | Sophie Zawistowski                      |
| 1983 | Meryl Streep    | Silkwood              | Karen Silkwood                          |
| 1984 | JoBeth Williams | American Dreamer      | Cathy Palmer/Rebecca Ryan               |
| 1985 | Meryl Streep    | Out of Africa         | Karen Blixen                            |
| 1986 | Sissy Spacek    | Crimes of the Heart   | Rebecca "Babe"/"Becky" Magrath Botrelle |
| 1987 | Cher            | Moonstruck            | Loretta Castorini                       |
| 1988 | Jodie Foster    | The Accused           | Sarah Tobias                            |
| 1989 | Jessica Tandy   | Driving Miss Daisy    | Daisy Werthan                           |

### Thập niên 1990
| Năm  | Diễn viên            | Phim                     | Vai diễn                 |
| ---- | -------------------- | ------------------------ | ------------------------ |
| 1990 | Joanne Woodward      | Mr. and Mrs. Bridge      | India Bridge             |
| 1991 | Jodie Foster         | The Silence of the Lambs | Clarice Starling         |
| 1992 | Emma Thompson        | Howard's End             | Margaret "Meg" Schlegel  |
| 1993 | Emma Thompson        | The Remains of the Day   | Mary Kenton              |
| 1994 | Winona Ryder         | Little Women             | Jo March                 |
| 1995 | Susan Sarandon       | Dead Man Walking         | Helen Prejean            |
| 1996 | Frances McDormand    | Fargo                    | Marge Olmstead-Gunderson |
| 1997 | Helena Bonham Carter | The Wings of the Dove    | Kate Croy                |
| 1998 | Gwyneth Paltrow      | Shakespeare in Love      | Viola De Lesseps         |
| 1999 | Reese Witherspoon    | Election                 | Tracy Flick              |

### Thập niên 2000
| Năm  | Diễn viên         | Phim                     | Vai diễn           |
| ---- | ----------------- | ------------------------ | ------------------ |
| 2000 | Ellen Burstyn     | Requiem for a Dream      | Sara Goldfarb      |
| 2001 | Nicole Kidman     | The Others               | Grace Stewart      |
| 2002 | Julianne Moore    | Far from Heaven          | Cathy Whitaker     |
| 2003 | Jennifer Connelly | House of Sand and Fog    | Kathy Nicolo       |
| 2004 | Hilary Swank      | Million Dollar Baby      | Maggie Fitzgerald  |
| 2005 | Reese Witherspoon | Walk the Line            | June Carter-Cash   |
| 2006 | Helen Mirren      | The Queen                | Queen Elizabeth II |
| 2007 | Marion Cotillard  | La Vie en Rose (La môme) | Edith Piaf         |
| 2008 | Meryl Streep      | Doubt                    | Aloysius Beauvier  |

Bản mẫu:KCFCC Awards Chron